# José Iván Gutiérrez
José Iván Gutiérrez Palacios (Hinojedo, 27 november 1978) is een Spaans voormalig beroepswielrenner. Hij was gespecialiseerd in het tijdrijden.

## Carrière
Gutiérrez debuteerde in 2000 als beroepsrenner bij de Spaanse wielerploeg ONCE, nadat hij in 1999 wereldkampioen tijdrijden bij de beloften was geworden. Met ONCE won hij in 2000 de ploegentijdrit in de Ronde van Frankrijk en die van de Ronde van de Middellandse Zee. In 2001 behaalde hij vier overwinningen, waaronder tweemaal een ploegentijdrit en het nationaal kampioenschap van Spanje. Ook werd hij dat jaar met ONCE tweede in de ploegentijdrit in de Ronde van Frankrijk en behaalde een 4e plaats bij het nationaal kampioenschap tijdrijden.
Vanaf 2002 reed Gutiérrez voor Illes Balears, het voormalige Banesto van 5-voudig Tourwinnaar Miguel Indurain. Hiervoor behaalde hij in 2002 twee overwinningen en een 6e plaats bij het nationaal kampioenschap tijdrijden. 2003 was een mager jaar zonder noemenswaardige uitslagen, maar in 2004 liet hij zich weer zien met een ritzege in zowel de Ronde van Murcia als de Ronde van Castilië en León en werd hij tweede in het Criterium International. In Spanje hernieuwde hij bovendien zijn tijdrittitel en werd 3e in de proloog van de Ronde van Frankrijk. In 2005 prolongeerde Gutiérrez zijn tijdrittitel van Spanje, won hij de Clásica de Almería en werd hij 2e bij het wereldkampioenschap tijdrijden. In 2007 en 2008 won Gutiérrez de ENECO Tour.
Gutiérrez kampte met serieuze mentale problemen. In 2017 verklaarde de ex-renner tegenover het Spaanse radiostation Cadena Copa maar liefst elf zelfmoordpogingen te hebben ondernomen. “Ik slikte dan alle pillen die ik in huis had.” Uiteindelijk bracht de voetbalwereld redding voor Gutiérrez. De Spanjaard is adviseur voor Racing Santander. Daar vindt de ex-renner zich beetje bij beetje terug. “Racing is de beste antidepressiva. Het is nu toch al een poos geleden dat ik een slechte dag heb gehad. Door deze samenwerking verbetert mijn gezondheidstoestand.”
José Iván Gutiérrez is de oudere broer van wielrenner David Gutiérrez Palacios.

## Belangrijkste overwinningen
1999
- Wereldkampioen tijdrijden, Beloften

2000
- Spaans kampioen tijdrijden, Elite

2001
- 1e etappe Ronde van Catalonië
- Spaans kampioen op de weg, Elite

2002
- 2e etappe Ronde van Burgos
- GP Llodio

2003
- Ronde van Emilië

2004
- 2e etappe Ronde van Murcia
- 1e etappe Ronde van Castilië en León
- Spaans kampioen tijdrijden, Elite

2005
- Clásica de Almería
- Bergklassement Dauphiné Libéré
- Spaans kampioen tijdrijden, Elite

2006
- 2e etappe Ronde van de Middellandse Zee
- 3e etappe Ronde van Murcia
- 3e en 5e etappe Ronde van Burgos

2007
- Eindklassement Ronde van de Middellandse Zee
- Ploegentijdrit Ronde van Catalonië
- Spaans kampioen tijdrijden, Elite

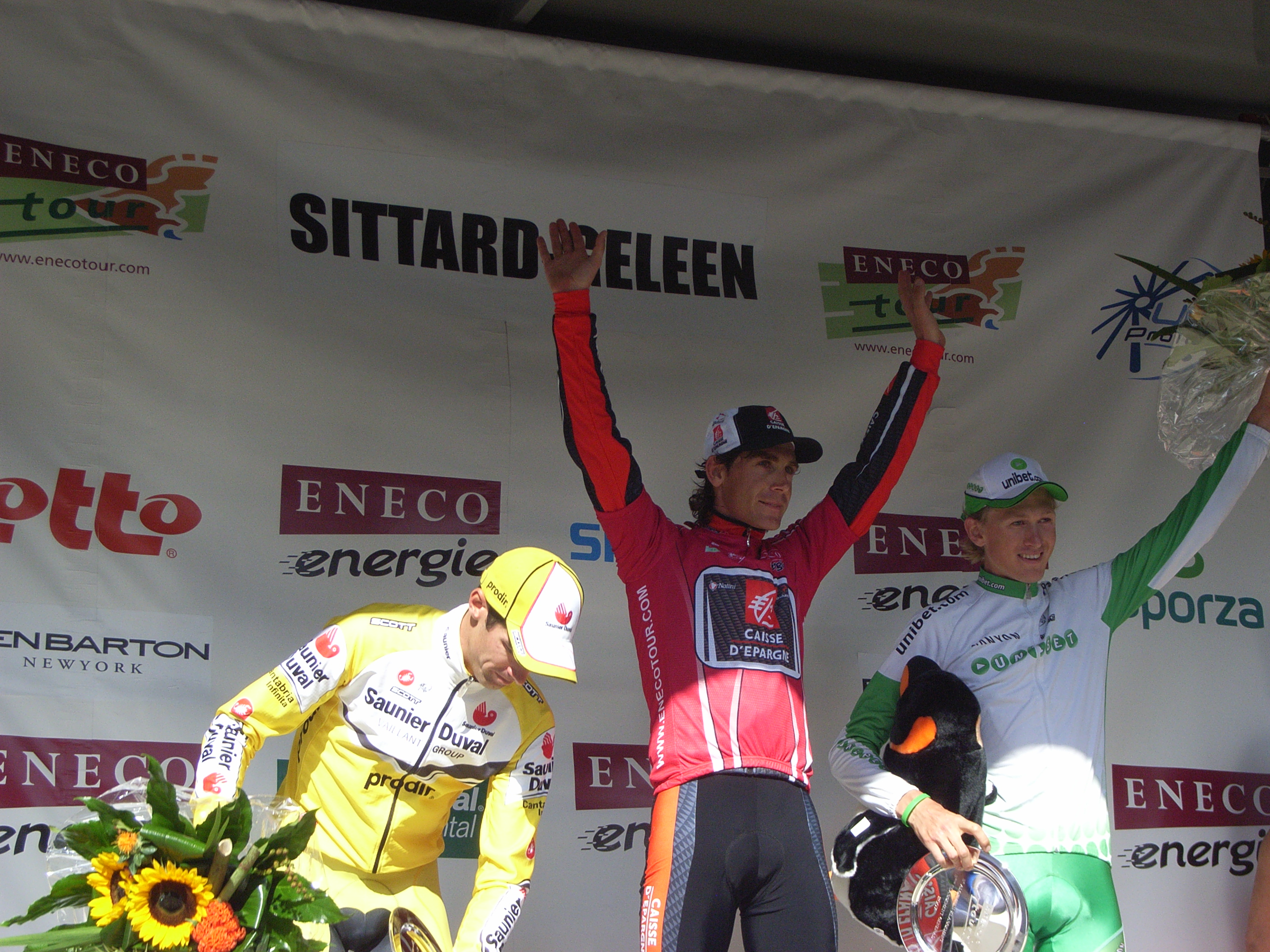
Gutierrez wint de Eneco Tour 2007 in Sittard.

- Eindklassement ENECO Tour

2008
- 1e etappe Ronde van Valencia
- Proloog ENECO Tour
- Eindklassement ENECO Tour

2010
- Spaans kampioen op de weg, Elite

## Resultaten in voornaamste wedstrijden
| Jaar | Ronde van Italië | Ronde van Frankrijk | Ronde van Spanje |
| ---- | ---------------- | ------------------- | ---------------- |
| 2000 |                  | opgave              |                  |
| 2001 |                  | 64e                 |                  |
| 2002 |                  |                     | 100e             |
| 2003 |                  |                     |                  |
| 2004 |                  | 51e                 |                  |
| 2005 |                  |                     | opgave           |
| 2006 | 24e              |                     |                  |
| 2007 |                  | 22e                 |                  |
| 2008 |                  | 56e                 |                  |
| 2009 |                  | 71e                 |                  |
| 2010 |                  | 48e                 |                  |
| 2011 |                  | 102e                |                  |
| 2012 |                  | opgave              |                  |
| 2013 |                  |                     |                  |
| 2014 |                  |                     |                  |

| Jaar | Milaan-San Remo | Gent-Wevelgem | Parijs-Roubaix | Amstel Gold Race | Luik-Bast.‑Luik | Ronde van Lombardije | Waalse Pijl | Parijs-Tours |  | Wereldranglijsten |
| ---- | --------------- | ------------- | -------------- | ---------------- | --------------- | -------------------- | ----------- | ------------ |  | ----------------- |
| 2000 |                 |               |                |                  |                 |                      |             |              |  |                   |
| 2001 | 83e             |               |                |                  |                 | 32e                  |             |              |  |                   |
| 2002 | 25e             |               |                |                  |                 |                      |             |              |  |                   |
| 2003 |                 |               |                | 89e              |                 | 50e                  |             | 21e          |  |                   |
| 2004 | 72e             |               |                | 76e              | 65e             |                      | 20e         | 124e         |  |                   |
| 2005 |                 |               |                |                  |                 | 15e                  |             | 140e         |  |                   |
| 2006 | 44e             |               |                |                  |                 |                      |             |              |  | 189e (UPT)        |
| 2007 |                 |               |                |                  |                 |                      |             | 61e          |  | 42e (UPT)         |
| 2008 | 84e             |               |                |                  |                 |                      |             |              |  | 14e (UPT)         |
| 2009 |                 |               |                |                  |                 |                      |             |              |  |                   |
| 2010 |                 |               |                |                  |                 |                      |             |              |  |                   |
| 2011 |                 |               |                |                  |                 |                      |             |              |  |                   |
| 2012 |                 |               |                |                  |                 |                      |             |              |  |                   |
| 2013 |                 |               | 63e            |                  |                 |                      |             |              |  |                   |
| 2014 |                 | 124e          |                |                  |                 |                      |             |              |  |                   |